# 山本知佳
山本 知佳（やまもと ともか、1991年11月23日 - ）は、熊本県出身の女子競輪選手。日本競輪選手会山口支部所属、ホームバンクは防府競輪場。日本競輪学校（当時。以下、競輪学校）第110期生。師匠は堺文人（85期）。本姓は久保田。

## 経歴
熊本県で生まれ、大阪府で育った。3歳から水泳をはじめ、中学からは陸上競技に打ち込んだ。大阪体育大学在学中、先輩の中西大（107期）からガールズケイリンを教えてもらい、競輪選手に挑戦してみることになったという。
2014年12月24日、競輪学校第110回技能試験に合格。在校競走成績は7位（10勝）。卒業記念レースは4着。
2016年7月2日、和歌山支部所属として京王閣競輪場でデビューし5着。初勝利は同年7月24日の和歌山競輪場、初優勝は2017年8月25日の和歌山競輪場で挙げた。
2021年、同じく競輪選手の久保田泰弘（111期）との結婚を発表。併せて和歌山支部から久保田の所属する山口支部へと移籍した。